# 高麗葬
高麗葬（こうらいそう、コリョジャン）は、朝鮮の高麗時代（または古代社会）に存在したとされる、老境極まって働けなくなった老人を山に捨てる風習、または墓に生きたまま閉じ込めて葬ることである。
東洋学者・ウィリアム・グリフィスの1882年に出版した『隠者の国・朝鮮』で「朝鮮社会で老人を生きたまま埋めてしまう高麗葬と山神や海神のために人を供える人祭（人身供養）が盛んに行われたため」、李氏朝鮮王（どの王か不明）によって、人身供養と共に禁止された悪習として、初めて広く世界に紹介された。

## 概要
朝鮮半島の高句麗時代（国法）、高麗時代、李氏朝鮮時代（風習）に存在した高齢になった父母を山又は墓場に捨てるという法律で定められた行為、高句麗時代は法律による義務であった。
ある時、朴ジョンスンは、年老いた母親を背中におぶって山に登った。彼が涙を流しながらに別れの挨拶をすると、老母が「あなたが道に迷わないように、木の枝を折って印をつけておいたよ」と話したことに心を打たれが、老母を捨てることのできなかった彼は、国法に反して、老母を連れ戻してこっそり面倒を見た。またあるとき、唐の使者が同じ格好をしている馬２頭を連れてきて、どちらが母馬で、どちらが子馬かを見分けろ、という問題を出した。もし間違えたら、年貢を増やすと主張した。この問題で悩んだ息子に、老母は「馬を飢えさせた後、まぐさを与えなさい。先に食べる方が子馬だよ」と教えた。高麗葬を廃止することになったというエピソードが伝えられている。
グリフィスは、高麗葬とは日本でも17世紀頃まではあり、朝鮮（19世紀末）では依然として続けられている「老人を生きたまま埋めてしまう習慣」で人身御供の迷信の類であると、紹介していた。これは、高句麗の時代に大きな墓を作り、墓室（土室）に老境極まって小児のようになった老人を入れて命が尽きるまで中で生活できるよう食料と共に封じ、死後は副葬品を足してそのまま葬ったという話をやや省略して伝えたもので、高麗塚や高麗墳とも呼ばれたのはこのためである。その後、生きたまま葬ることから、老いて働けなくなった親や認知症の親を山に運んで一定期間の食料とともに置いてくる慣習に変わり、高麗葬と呼ばれるようになったという。捨てた場所により高麗山や高麗谷などとも呼ばれたわけであるが、高麗の名前がついているもののコリアと同じ程度の意味で、必ずしも高麗王朝と関係があるわけではない。
現在の韓国でも、高麗葬は「衰弱した親を見慣れぬ場所に遺棄する行為」を意味し、いわゆる日本語の「姥捨て」に相当する言葉である。現代で実際に起きた事件は、「新高麗葬」として報道された。朝鮮では相手を脅し罵倒するときに使われる「高麗葬にして遣るぞ」という表現がある。
老父母を山に捨てるという葬儀風習ついて、存在否定派の韓国人は、これは孝を勧奨するために（仏教における）『雑宝蔵経』の「棄老国説話」と（道教における）『老子伝』の巻6の8「原穀、祖父を山へ捨つる事」を結合して作り出されたものであるという説を唱えている。
1919年に発行された『傳説の朝鮮』には「不幸息子」という童話が収録され、1924年に朝鮮総督府で発行された『朝鮮童話集』には「親を捨てる男」という話が収録されているが、老いた親（前者は祖父、後者は祖母）を高麗葬して山に捨てた父を、子が諭すという内容であった。
老人を山に捨てる行為が高句麗時代に義務化されなくなった。
近代の韓国小説や映画に取り上げられることもあった。金綺泳（キム・ギヨン）監督が1963年に発表した映画『高麗葬』では、飢えに苦しむ大家族で老いた後妻が死を迫られるという高麗葬の風習が登場する。ただし、主なストーリー内容は血縁関係の無い兄弟と後妻の子供が争うという復讐劇であった。また、1978年に全商国が『高麗葬』という短編小説を書いており、これは『韓国現代短編小説』に収録されている。

## 反日による否定
高麗葬は、日本の『うばすてやま』のお話とほぼ内容が同じであり、棄老伝説や道徳説話との関連が考えられる。しかし、なぜか韓国テレビ局MBCの番組『神秘なTVサプライズ』は、2011年、高麗葬は「多くの文化財が埋蔵されている墓を盗掘するため日本がねつ造した言い訳だ」という反日の論調でこれを伝え、「高麗葬が学者らの主張通りに、日本によるねつ造の歴史ならば、いち早く誤った歴史を正さなければならない」と放送したが、高麗葬と盗掘を結び付けた理由は不明である。高麗葬は高句麗時代の国法による義務行為だったのが廃止された逸話も残っており、韓国の百科事典や国語辞典に普通に載っている言葉である。